# Villiers-Adam
Villiers-Adam är en kommun i departementet Val-d'Oise i regionen Île-de-France i norra Frankrike. Kommunen ligger i kantonen L'Isle-Adam som tillhör arrondissementet Pontoise. År 2022 hade Villiers-Adam 848 invånare.

## Befolkningsutveckling
Antalet invånare i kommunen Villiers-Adam
| Referens: INSEE |